# زنان کوچک (فیلم ۱۹۷۸)
زنان کوچک (انگلیسی: Little Women) مینی‌سریال تلویزیونی در سبک درام و رمانتیک به کارگردانی دیوید لوول ریچ است که در سال ۱۹۷۸ منتشر شد.

## بازیگران
- مریدیت بکستر
- سوزان دی
- ایو پلامب
- دوروتی مک‌گوایر
- ویلیام شاتنر
- گریر گارسون
- رابرت یانگ
- ویلیام شارلت